# Veuxhaulles-sur-Aube
Veuxhaulles-sur-Aube è un comune francese di 239 abitanti situato nel dipartimento della Côte-d'Or nella regione della Borgogna-Franca Contea.

## Società

### Evoluzione demografica
Abitanti censiti